# Herbert Rittberger
Herbert Rittberger (16 maggio 1949) è un pilota motociclistico tedesco, vicecampione del mondo in classe 50 sia nel motomondiale 1974 che nel motomondiale 1976.

## Carriera
Dopo l'esordio avvenuto in occasione del Gran Premio motociclistico di Germania 1971 la sua presenza è stata costante negli anni dal 1973 al 1977. Se nella classe 125 dove ha gareggiato in sella ad una Yamaha non ha ottenuto risultati di particolare rilievo, è stato uno dei piloti di punta della cilindrata minore, la classe 50, per diversi anni, ottenendo su una Kreidler 4 vittorie nei singoli gran premi, 14 piazzamenti sul podio e giungendo al secondo posto finale in classifica sia nel 1974 alle spalle dell'olandese Henk van Kessel, sia nel 1976 alle spalle dello spagnolo Ángel Nieto.
Dopo il ritiro dalle competizioni è restato nell'ambiente motociclistico curando la preparazione di moto da corsa, in particolare Zündapp.

## Risultati nel motomondiale

### Classe 50
| 1973 | Classe | Moto     |    |    |   |   |    |   |    |   |    |    |    |   |  | Punti   | Pos. |
| ---- | ------ | -------- | -- | -- | - | - | -- | - | -- | - | -- | -- | -- | - |  | ------- | ---- |
| 1973 | 50     | Kreidler | NE | NE | 4 | 8 | NE | 5 | 10 | 7 | NE | 10 | NE | 7 |  | 22 (27) | 6º   |

| 1974 | Classe | Moto     |   |   |    |   |    |   |   |   |     |   |   |   |  | Punti   | Pos. |
| ---- | ------ | -------- | - | - | -- | - | -- | - | - | - | --- | - | - | - |  | ------- | ---- |
| 1974 | 50     | Kreidler | 4 | - | NE | - | NE | 1 | 8 | 2 | Rit | 5 | 2 | 2 |  | 65 (68) | 2º   |

| 1975 | Classe | Moto     |    |   |    |   |   |    |   |   |   |     |    |   |  | Punti | Pos. |
| ---- | ------ | -------- | -- | - | -- | - | - | -- | - | - | - | --- | -- | - |  | ----- | ---- |
| 1975 | 50     | Kreidler | NE | 6 | NE | 4 | 5 | NE | 2 | - | - | Rit | NE | - |  | 31    | 5º   |

| 1976 | Classe | Moto     |   |    |     |   |    |   |   |   |   |    |   |   |  | Punti   | Pos. |
| ---- | ------ | -------- | - | -- | --- | - | -- | - | - | - | - | -- | - | - |  | ------- | ---- |
| 1976 | 50     | Kreidler | 1 | NE | Rit | 2 | NE | 3 | 1 | 4 | 4 | NE | 2 | 2 |  | 76 (92) | 2º   |

| 1977 | Classe | Moto     |    |    |   |   |   |    |     |   |   |     |    |    |    | Punti | Pos. |
| ---- | ------ | -------- | -- | -- | - | - | - | -- | --- | - | - | --- | -- | -- | -- | ----- | ---- |
| 1977 | 50     | Kreidler | NE | NE | 1 | 4 | 4 | NE | Rit | 3 | 2 | Rit | NE | NE | NE | 53    | 4º   |

| Legenda | 1º posto        | 2º posto            | 3º posto            | A punti      | Senza punti        | Grassetto – Pole position Corsivo – Giro più veloce |
| Legenda | Gara non valida | Non qual./Non part. | Ritirato/Non class. | Squalificato | '-' Dato non disp. | Grassetto – Pole position Corsivo – Giro più veloce |

### Classe 125
| 1973 | Classe | Moto   |   |   |   |     |   |   |   |   |   |   |   |   |  | Punti | Pos. |
| ---- | ------ | ------ | - | - | - | --- | - | - | - | - | - | - | - | - |  | ----- | ---- |
| 1973 | 125    | Yamaha | - | - | 9 | Rit | - | - | - | - | - | - | - | - |  | 2     | 37º  |

| 1974 | Classe | Moto   |   |  |  |  |    |     |  |  |    |     |   |   |  | Punti | Pos. |
| ---- | ------ | ------ | - |  |  |  | -- | --- |  |  | -- | --- | - | - |  | ----- | ---- |
| 1974 | 125    | Yamaha | - |  |  |  | NE | Rit |  |  | NE | Rit | - | - |  | 0     |      |

| 1975 | Classe | Moto   |   |     |  |     |  |    |   |  |  |    |  |  |  | Punti | Pos. |
| ---- | ------ | ------ | - | --- |  | --- |  | -- | - |  |  | -- |  |  |  | ----- | ---- |
| 1975 | 125    | Yamaha | - | Rit |  | Rit |  | NE | - |  |  | NE |  |  |  | 0     |      |

| Legenda | 1º posto        | 2º posto            | 3º posto            | A punti      | Senza punti        | Grassetto – Pole position Corsivo – Giro più veloce |
| Legenda | Gara non valida | Non qual./Non part. | Ritirato/Non class. | Squalificato | '-' Dato non disp. | Grassetto – Pole position Corsivo – Giro più veloce |